# اسکات دی‌ژارلی
اسکات دِی‌ژارلی (به انگلیسی: Scott DesJarlais) (‎/ˈdeɪʒɑːrleɪ/‎; زاده ۱۹۶۴) نمایندهٔ حوزه انتخابیه چهارم تنسی از حزب جمهوری‌خواه ایالات متحده آمریکا در مجلس نمایندگان ایالات متحده آمریکا است که برای نخستین‌بار در ۱۴ ژانویه ۲۰۱۱ میلادی به‌عضویت این مجلس درآمد.